# Noisy-le-Grand
Noisy-le-Grand (franskt uttal: [nwazi lə ɡʁɑ̃]
 ( lyssna)) är en kommun i departementet Seine-Saint-Denis i regionen Île-de-France i norra Frankrike. Kommunen ligger i kantonen Noisy-le-Grand som tillhör arrondissementet Le Raincy. År 2022 hade Noisy-le-Grand 71 632 invånare.
Noisy-le-Grand är en östlig förort till Paris. I november 2005 förekom stadens namn i nyhetsmedia efter att ett gymnasium satts i brand i samband med de våldsamma oroligheter som härjade i området.

## Befolkningsutveckling
| Befolkningsutvecklingen i Noisy-le-Grand 1968–2021 | Befolkningsutvecklingen i Noisy-le-Grand 1968–2021 | Befolkningsutvecklingen i Noisy-le-Grand 1968–2021 | Befolkningsutvecklingen i Noisy-le-Grand 1968–2021 | Befolkningsutvecklingen i Noisy-le-Grand 1968–2021 |
| -------------------------------------------------- | -------------------------------------------------- | -------------------------------------------------- | -------------------------------------------------- | -------------------------------------------------- |
|                                                    |                                                    |                                                    |                                                    |                                                    |
| År                                                 |                                                    |                                                    | Folkmängd                                          |                                                    |
| 1968                                               | 1968                                               |                                                    | 25 440                                             |                                                    |
| 1975                                               | 1975                                               |                                                    | 26 662                                             |                                                    |
| 1982                                               | 1982                                               |                                                    | 40 585                                             |                                                    |
| 1990                                               | 1990                                               |                                                    | 54 032                                             |                                                    |
| 1999                                               | 1999                                               |                                                    | 58 217                                             |                                                    |
| 2007                                               | 2007                                               |                                                    | 62 529                                             |                                                    |
| 2015                                               | 2015                                               |                                                    | 66 213                                             |                                                    |
| 2021                                               | 2021                                               |                                                    | 70 374                                             |                                                    |